# Fediverse
Fediverse er navnet på en gruppe computerservere, der eksempelvis hoster sociale netværk opbygget decentralt med peer-to-peer-arkitektur. Betegnelsen er en sammentrækning af ordene "føderation" og "univers".
Hver af disse servere er i stand til at tale med og udveksle data med en vilkårlig anden, og de danner dermed tilsammen et stort net af sociale netværk. Dette svarer til, at Twitter-brugere kunne se og interagere med indlæg fra Facebook-brugere, og Facebook-brugere den anden vej med indlæg fra Twitter-brugere.
De fleste forekomster af Fediverse gør brug af gratis open source-software. De bruger teknologistandarderne kaldet "ActivityPub" og "OStatus". For at bidrage med indhold til Fediverse kan man enten være host (vært) for sin egen serverinstans eller tilslutte sig en eksisterende som bruger. I det samlede netværk er der ikke én føderation, men derimod talrige bobler af føderation, mere eller mindre isolerede eller indbyrdes forbundne.